# Santa Cruz de la Sierra, Cáceres
Santa Cruz de la Sierra, Cáceres là một đô thị trong tỉnh Cáceres, cộng đồng tự trị Extremadura Tây Ban Nha. Đô thị này có diện tích là ki-lô-mét vuông, dân số năm 2009 là 270 người với mật độ người/km². Đô thị này có cự ly km so với tỉnh lỵ Cáceres.